# Грегорова Вьєска
Грегорова Вьєска (словац. Gregorova Vieska) — село, громада округу Лученець, Банськобистрицький край, центральна Словаччина, регіон Новоград. Кадастрова площа громади — 4,79 км².
Населення 143 особи (станом на 31 грудня 2017 року).

## Історія
Грегорова Вьєска згадується в 1393 році.

## Географія
Протікає річка Псота.

## Населення
| Рік:            | 1994. | 2004.   | 2014.   | 2024.   |
| --------------- | ----- | ------- | ------- | ------- |
| Кількість осіб: | 137   | 144     | 141     | 140     |
| Різниця:        |       | +5,10 % | -2,08 % | -0,70 % |

| Рік:            | 2023. | 2024. |
| --------------- | ----- | ----- |
| Кількість осіб: | 140   | 140   |
| Різниця:        |       | +0 %  |